# فرد هوفمان
فرد هوفمان (بالإنجليزية: Fred Hofmann) هو لاعب كرة قاعدة أمريكي، ولد في 10 يونيو 1894 في سانت لويس في الولايات المتحدة، وتوفي في 19 نوفمبر 1964 في ست. هيلينا في الولايات المتحدة.

## وصلات خارجية
- فرد هوفمان على موقعبيزبول رفرنس.كوم (الدوري الرئيسي) (الإنجليزية)